# Oenococcus oeni
Oenococcus oeni — грам-позитивна гетероферментативна молочнокисла кокова бактерія роду Oenococcus. Бере участь в дозріванні вин, зброджуючи яблучну і лимонну кислоти та утворюючи діацетил та інші летючі ароматичні речовини, знижуючи тим самим кислотність вина і надаючи йому приємний аромат. До 1995 року ця бактерія класифікувалася у складі роду Leuconostoc під назвою Leuconostoc oenos, а в 1995 році було запропоновано перенести її до новоствореного роду Oenococcus Dicks et al. 1995.

## Біологічні властивості
Oenococcus oeni є грам-позитивною коковою бактерією, що формує ланцюжки. Енергію отримує в результаті гетероферментативного молочнокислого бродіння, продуктами якого є молочна кислота, оцтова кислота і діоксид вуглецю. Здатна зброджувати різні вуглеводи (сахарозу, фруктозу, глюкозу), піруват а також яблучну і лимонну кислоту. Утворює протеази, що залишаються активними в присутності сірчаного газу і етанолу. O. oeni здатний виживати при концентрації етанолу до 10 % у живильному середовищі.

## Геном
У 1998 році було проведено генетичне картування геному O. oeni штаму PSU-1 і побудована фізична карта хромосоми розміром 1,857 Mbp, а в 2000 році був картований геном штаму GM. У 2006 році було закінчено визначення повної нуклеотидної послідовності ДНК геному O. oeni штаму PSU-1. Геном представлений кільцевою двуцепочечной молекулою ДНК розміром 1780517 пар основ. і містить 1864 гени, з яких 1691 кодують білки, вміст ГЦ становить 37 %. Також в геномі міститься кілька плазмід. Плазміда pOM1 представлена кільцевою дволанцюжковою молекулою ДНК розміром 3926 пар основ і містить три гени, всі з яких кодують бфлки. Плазміди pRS2 і pRS3 також несуть по три гени, що кодують білки, і є кільцевими молекулами ДНК розміром 2544 і 3948 пар основ відповідно.

## Значення
O. oeni грає важливу роль в процесі дозрівання вина після закінчення спиртового бродіння. O. oeni відповідальнє за процеси яблочнокисло-молочнокислого бродіння. В процесі життєдіяльності O. oeni утилізує яблучну і молочну кислоти, тим самим знижуючи кислотність вина, а також виробляє діацетил, що має приємний аромат, тим самим покращуючи аромат вина. Важливою особливістю O. oeni є відносна стійкість до таких стресових факторів, як іони меди, часто присутні у вині.